# Liste der diplomatischen Vertretungen in Albanien

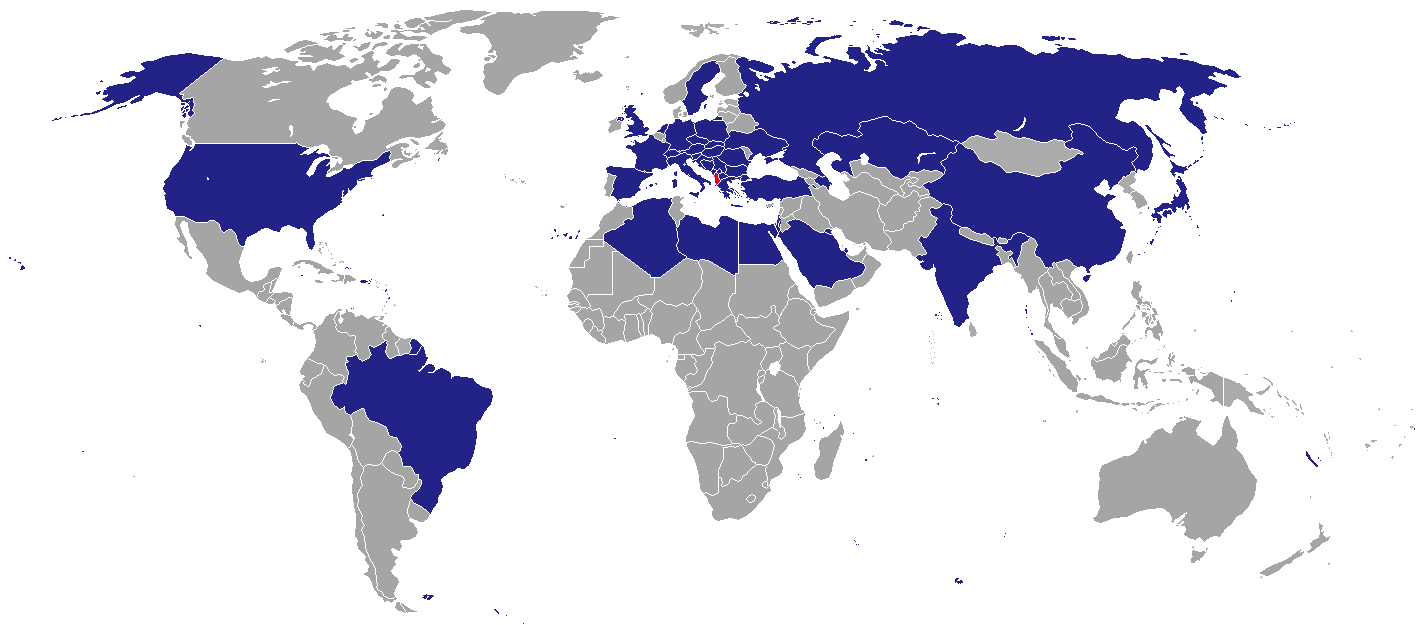
Staaten mit einer Botschaft in Albanien

Die Liste der diplomatischen Vertretungen in Albanien führt Botschaften und Konsulate auf, die im europäischen Staat Albanien eingerichtet sind (Stand 2019).

## Botschaften in Tirana
In der Hauptstadt Tirana befinden sich alle 41 Botschaften (Stand 2019).

### Staaten
- Ägypten: Botschaft
- Brasilien: Botschaft
- Bulgarien: Botschaft
- Deutschland: Botschaft
- Frankreich: Botschaft
- Griechenland: Botschaft
- Iran: Botschaft
- Israel: Botschaft
- Italien: Botschaft
- Japan: Botschaft
- Katar: Botschaft
- Kosovo: Botschaft
- Kroatien: Botschaft
- Kuwait: Botschaft
- Libyen: Botschaft
- Montenegro: Botschaft
- Niederlande: Botschaft
- Nordmazedonien: Botschaft
- Österreich: Botschaft
- Palästina: Botschaft
- Polen: Botschaft
- Rumänien: Botschaft
- Russland: Botschaft
- San Marino: Botschaft
- Saudi-Arabien: Botschaft
- Schweden: Botschaft
- Schweiz: Botschaft
- Serbien: Botschaft
- Slowakei: Botschaft
- Slowenien: Botschaft
- Spanien: Botschaft
- Tschechien: Botschaft
- Türkei: Botschaft
- Ungarn: Botschaft
- Vereinigte Staaten: Botschaft
- Vereinigtes Königreich: Botschaft
- Volksrepublik China: Botschaft

### Vertretungen Internationaler Organisationen
- Europäische Union: Delegation
- Heiliger Stuhl: Botschaft
- Malteserorden: Vertretung

## Konsulate in Albanien

### Generalkonsulate
- Gjirokastra
  -  Griechenland
- Korça
  -  Griechenland
- Vlora
  -  Italien